# Пауль Боровскі
Пауль Боровскі (нім. Paul Borowski, 19 березня 1937 — 22 грудня 2012) — німецький яхтсмен.
Срібний призер Олімпійських Ігор 1972 року в класі Дракон, бронзовий призер 1968 року в класі Дракон.